# Baptisia uniflora
Baptisia uniflora là một loài thực vật có hoa trong họ Đậu. Loài này được (Michx.) Sm. miêu tả khoa học đầu tiên năm 1819.